# 냉동식품

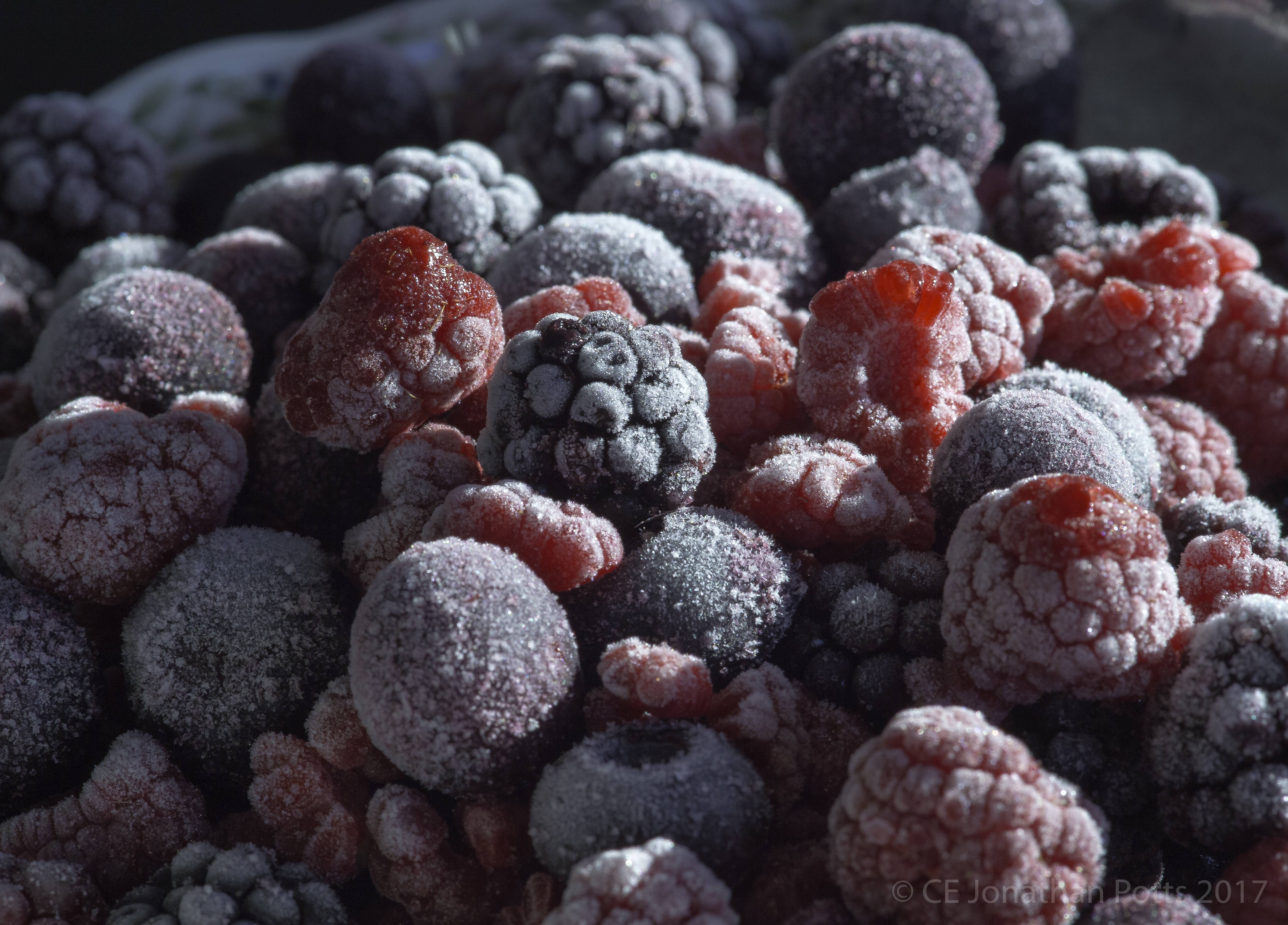
냉동 베리

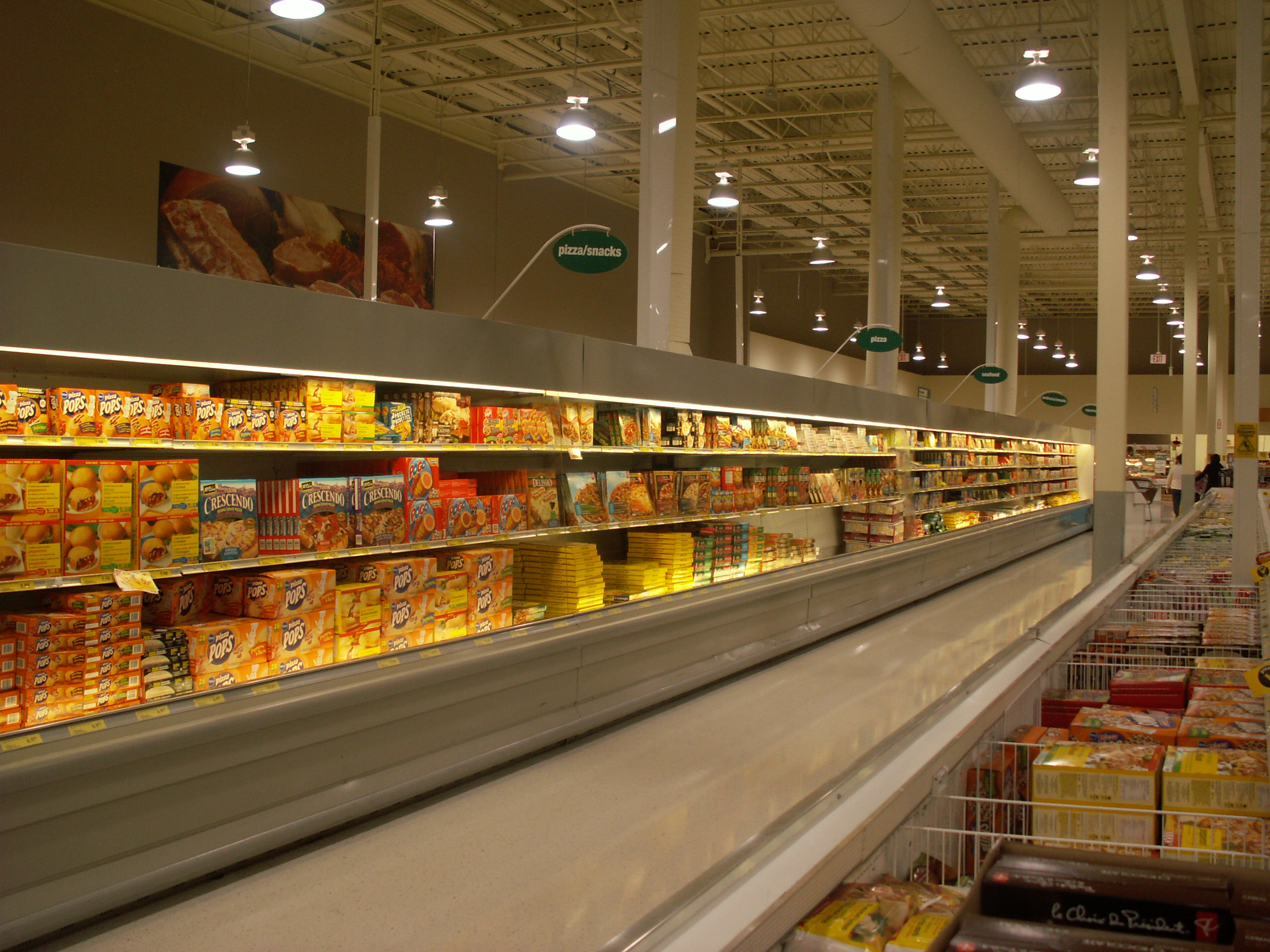
캐나다 슈퍼마켓의 냉동 가공식품 통로

냉동식품(冷凍食品, 문화어: 얼군제품, frozen meal)에 수반되는 결빙은 음식을 준비할 때부터 먹을 때까지 보존한다. 예전부터 농부, 어부, 사냥꾼들은 겨울 동안 난방이 안 되는 건물에 곡물과 농산물을 보관했다. 음식을 얼리는 것은 잔여 수분을 얼음으로 만들어 대부분의 세균 성장을 억제함으로써 분해를 늦춘다. 식품산업에서는 기계식과 극저온(또는 급속 냉동) 두 가지 공정이 있다. 동결 속도는 식품의 품질과 질감을 보존하는 데 중요하다. 빠르게 얼릴수록 더 작은 얼음 결정이 생성되고 세포 구조가 유지된다. 극저온 냉동은 영하 −196 °C (−320 °F)의 초저온 액체 질소로 인해 현재 사용 가능한 가장 빠른 냉동 기술이다.
현대에 가정 주방에서 음식을 보존하는 것은 가정용 냉장고를 사용해 이루어진다. 가정주부에게 권장되는 조언은 구입 당일에 음식을 얼리는 것이었다. 2012년 한 슈퍼마켓 그룹의 이니셔티브(영국 Waste & Resources Action Programme의 지원을 받음)는 "제품의 사용 기한까지 가능한 한 빨리" 음식을 얼리도록 권장한다. 영국 식품기준청은 그 시점까지 음식이 올바르게 보관되었다면 이러한 변화를 지지한다고 보고되었다.

## 보존제
냉동 제품은 미생물이 −9.5 °C (15 °F) 이하의 온도에서는 성장하지 않기 때문에 별도의 보존제가 필요하지 않으며, 이 온도만으로도 식품 부패를 막기에 충분하다. 장기 보존을 위해서는 식품을 더 낮은 온도에서 보관해야 할 수도 있다. 카르복시메틸셀룰로스(CMC)는 맛과 냄새가 없는 안정제로, 제품의 품질을 변질시키지 않기 때문에 일반적으로 냉동식품에 첨가된다.

## 역사
자연적인 식품 냉동(겨울 서리를 이용한)은 추운 기후에 사는 사람들이 수세기 동안 사용해 왔다.
1861년 토머스 서트클리프 모트는 호주 시드니의 달링 하버에 세계 최초의 냉동 공장을 설립했으며, 이 공장은 나중에 뉴사우스웨일스 신선식품 및 얼음 회사가 되었다. 모트는 1853년에 시드니에 도착하여 1861년에 첫 얼음 제조 특허를 등록한 프랑스 출신 엔지니어 유진 도미닉 니콜의 실험에 자금을 지원했다. 런던으로의 첫 냉동육 시험 운송은 1868년에 이루어졌다. 그들의 기계는 냉동육 무역에 사용된 적이 없지만, 모트와 니콜은 국내 무역을 위한 상업적으로 실행 가능한 시스템을 개발했다. 그 투자에 대한 모트의 재정적 수익은 미미했다. 호주와 뉴질랜드에서 유럽으로의 정기적인 냉동육 운송은 1881년에 시작되었으며, 더니딘호에 실려 뉴질랜드 냉동 양고기가 런던으로 수출되었다.
1885년까지는 소수의 닭과 거위가 러시아에서 런던으로 이 기술을 이용한 단열 케이스에 실려 운송되었다. 1899년 3월, "영국 냉동 및 관련 산업"은 식품 수입 회사인 "바셀만 브라더스"가 겨울 3~4개월 동안 러시아의 세 개의 창고에서 런던 로어 섀드웰의 뉴 스타 부두로 주당 약 200,000마리의 냉동 거위와 닭을 운송하고 있다고 보고했다. 이러한 냉동 식품 무역은 러시아의 세 개의 창고와 런던 창고에 린데 냉풍 냉동 설비가 도입되면서 가능해졌다. 섀드웰 창고는 냉동 식품을 런던, 버밍엄, 리버풀 및 맨체스터 시장으로 운송될 때까지 보관했다. 이 기술은 나중에 식육제관업으로 확장되었다.
1929년부터 클래런스 버드사이는 미국 대중에게 "급속 냉동"을 소개했다. 버드사이는 1912년과 1916년 래브라도로 모피 사냥을 갔을 때 원주민들이 자연 냉동을 이용해 음식을 보존하는 것을 보고 음식 냉동에 관심을 갖게 되었다. 1920년대 캐나다 사냥 여행에서 그는 원주민 이누이트족의 전통적인 방법을 목격했고, 이는 버드사이의 식품 보존법에 직접적인 영감을 주었다.
아이슬란드 어업위원회는 1934년에 산업 혁신을 시작하기 위해 설립되었으며, 어부들이 잡은 생선을 급속 냉동하도록 장려했다.
최초의 냉동 생선 회사 중 하나인 이사피외르뒤르 냉동창고 회사(Íshúsfélag Ísfirðinga)는 1937년 아이슬란드 이사피외르뒤르에서 합병을 통해 설립되었다.
더 발전된 시도로는 엘리너 루스벨트의 러시아 여행을 위해 냉동된 식품이 있다. 오렌지 주스, 아이스크림, 채소와 관련된 다른 실험들도 제2차 세계 대전 말기에 군대에서 수행되었다.

## 기술

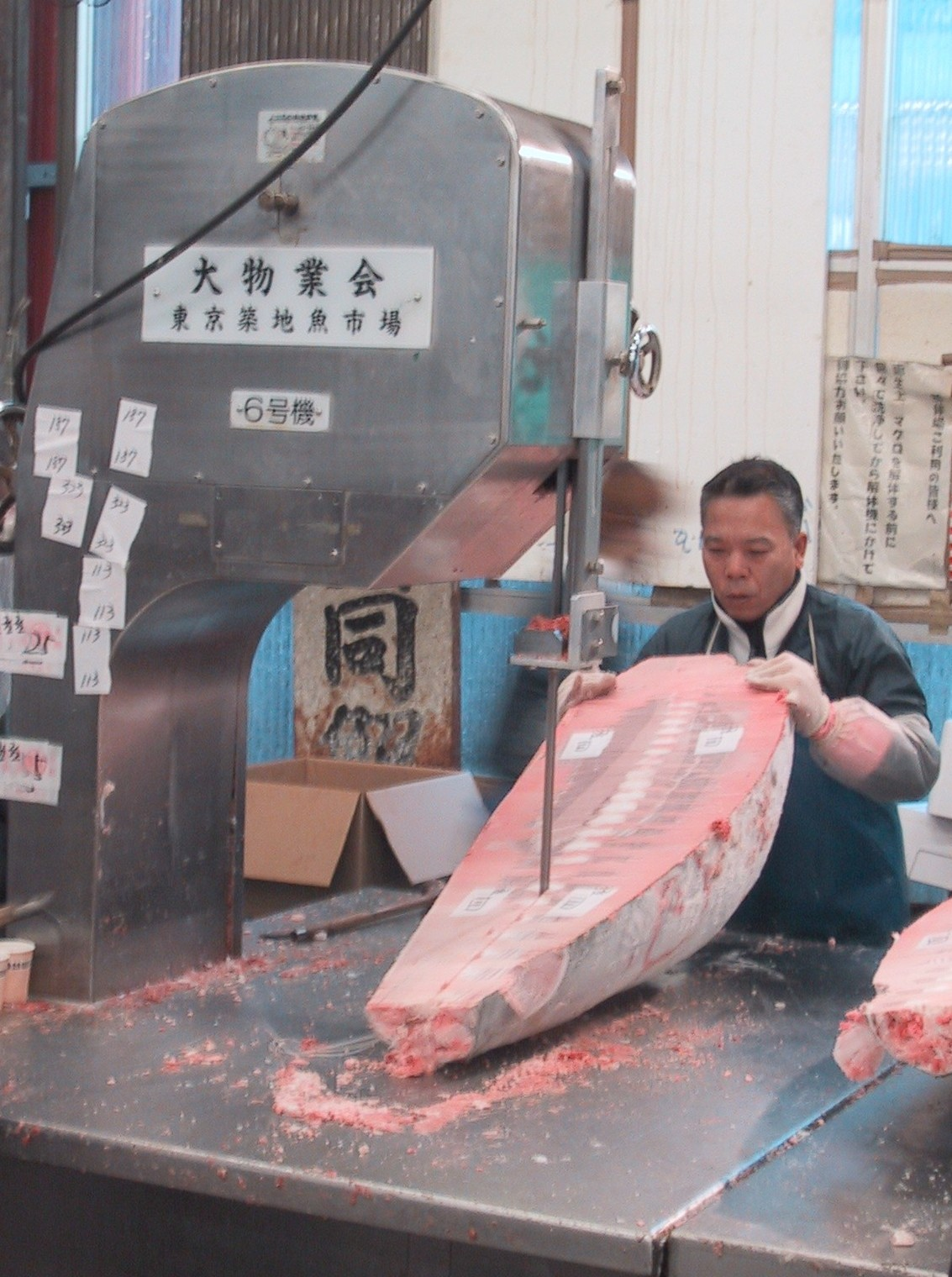
2002년 일본 도쿄 쓰키지 시장에서 띠톱으로 냉동 다랑어를 자르는 모습

냉동 기술 자체는 냉동식품 시장과 마찬가지로 더 빠르고 효율적이며 비용 효율적으로 발전하고 있다. 버드사이의 연구에서 입증되었듯이, 더 빠른 냉동은 더 작은 얼음 결정을 만들고 제품을 더 잘 보존한다.
버드사이의 초기 액체 질소 침지 방식인 극저온 냉동은 여전히 사용된다. 그러나 비용 때문에 생선 필레, 해산물, 과일, 베리에 한정되어 사용된다. 더 따뜻하지만(영하 −70 °C (−94 °F)), 더 저렴한 액체 이산화 탄소에 담가 음식을 얼리는 것도 가능하며, 이는 기계적 냉동(아래 참조)으로 생산할 수 있다.
대부분의 냉동 식품은 일반 냉장고와 유사한 증기 압축 냉동 기술을 사용하는 기계적 공정을 통해 냉동된다. 이러한 공정은 대규모 생산에서 더 저렴하지만, 일반적으로 느리다. (건설 형태의 초기 투자가 더 많이 필요하다.) 그럼에도 불구하고, 식품에서 냉매로의 더 빠른 열전달을 달성하기 위해 다양한 공정이 고안되었다.
- 송풍 냉동은 가장 오래되고 저렴한 방식이다. 식품은 차가운 공기가 있는 냉동실에 놓인다. 공기는 식품에 강제로 "송풍"되거나 정지 상태로 유지된다. 이 설정은 다른 방법과 비교하여 큰 식품 덩어리(일반적으로 육류 또는 생선)를 더 쉽게 처리할 수 있지만, 상당히 느리다.
  - 벨트 냉동기는 단순히 차가운 방 안에 컨베이어 벨트를 설치한 것이다.
  - 터널 냉동은 송풍 냉동의 변형으로, 식품을 트롤리 랙에 올려 차가운 공기가 계속 순환하는 터널로 보낸다.
  - 유동층 냉동은 송풍 냉동의 변형으로, 펠릿화된 식품이 아래에서 빠르게 움직이는 차가운 공기에 의해 불어 올려져 유동층을 형성한다. 식품의 작은 크기와 빠르게 흐르는 공기가 결합되어 우수한 열 전달을 제공하므로 더 빠르게 냉동된다.
- 접촉 냉동은 공기 이외의 물리적 접촉을 사용하여 열을 전달한다. 직접 접촉 냉동은 제품을 냉매와 직접 접촉시키고, 간접 접촉 냉동은 그 사이에 플레이트를 사용한다.
  - 플레이트 냉동은 가장 일반적인 접촉 냉동 방식이다. 식품은 차가운 금속 플레이트 사이에 놓인 후 가볍게 눌러 접촉을 유지한다.
  - 접촉 벨트 냉동은 컨베이어 벨트와 플레이트 냉동을 결합한 것이다. 주로 과일 펄프, 달걀 노른자, 소스 및 수프에 사용된다.
  - 침지 냉동은 제품을 차가운 냉매 액체에 담가 냉동하며, 일반적으로 컨베이어 벨트 위에서 이루어진다. 제품은 액체와 직접 접촉할 수도 있고, 막으로 분리될 수도 있다. 수분 손실을 줄이기 위해 큰 입자의 외부 껍질을 냉동하는 데 사용될 수 있다.

개별 급속 냉동은 "개별적"(전체 블록이 아님)이며 "빠른"(최대 몇 분 소요) 모든 형태의 냉동을 포함하는 설명 용어이다. 이는 극저온 냉동, 유동층 냉동 또는 정의를 충족하는 다른 기술에 해당할 수 있다.

## 포장
냉동 식품 포장은 충전, 밀봉, 냉동, 보관, 운송, 해동, 그리고 종종 조리 과정 전반에 걸쳐 그 무결성을 유지해야 한다. 많은 냉동 식품이 전자레인지에 조리되기 때문에 제조업체는 냉동고에서 전자레인지로 바로 사용할 수 있는 포장을 개발했다.
1974년, 최초의 차등 가열 용기(DHC)가 대중에게 판매되었다. DHC는 냉동 식품이 적절한 양의 열을 받을 수 있도록 설계된 금속 슬리브이다. 슬리브 주위에 다양한 크기의 구멍이 배치되어 있었다. 소비자는 가장 많은 열이 필요한 것에 따라 냉동 식사를 슬리브에 넣었다. 이것은 적절한 조리를 보장했다.
오늘날 냉동식품 포장에는 다양한 옵션이 있다. 상자, 카르톤, 봉지, 파우치, 보일 인 백, 뚜껑이 있는 트레이 및 팬, 결정화된 PET 트레이, 복합 및 플라스틱 캔 등이 있다.
과학자들은 냉동 식품 포장의 새로운 측면을 계속 연구하고 있다. 활성 포장은 박테리아나 다른 유해 물질의 존재를 능동적으로 감지하고 중화할 수 있는 많은 새로운 기술을 제공한다. 활성 포장은 유통 기한을 연장하고 제품 안전을 유지하며 식품을 더 오랫동안 보존하는 데 도움이 될 수 있다. 활성 포장의 여러 기능이 연구되고 있다.
- 탈산소제
- 시간-온도 지시계 및 디지털 온도 데이터 로거
- 항균제
- 이산화탄소 조절기
- 전자레인지 서셉터
- 수분 조절: 수분 활성, 수분 증기 투과율 등.
- 풍미 증진제
- 악취 발생기
- 산소 투과성 필름
- 산소 발생기[13]

## 영양소에 미치는 영향
급속 냉동 과정 자체는 일반적으로 비타민 손실이 미미하여 식품의 영양 성분을 효과적으로 유지하며, 신선한 식품의 저렴하고 영양가 있는 대안이 된다. 그러나 포장 식사와 같이 미리 양념된 냉동 식품은 상당량의 소금과 지방이 추가될 수 있다. 따라서 영양 성분표와 재료 목록을 읽는 것이 권장된다.

### 냉동 과일 및 채소의 비타민 함량
- 비타민 C: 일반적으로 다른 비타민보다 높은 농도로 손실된다.[15] 완두콩의 비타민 C 손실 원인을 파악하기 위해 연구가 수행되었다. 데치기 단계에서 10%의 비타민 손실이 발생했으며, 나머지 손실은 냉각 및 세척 단계에서 발생했다.[16] 비타민 손실은 실제로는 냉동 과정 때문이 아니었다. 완두콩과 리마콩을 대상으로 한 또 다른 실험이 수행되었다. 냉동 채소와 통조림 채소가 모두 실험에 사용되었다. 냉동 채소는 −23 °C (−10 °F)에 보관되었고 통조림 채소는 실온 24 °C (75 °F)에 보관되었다. 0, 3, 6, 12개월 보관 후, 조리 여부에 따라 채소를 분석했다. 실험을 수행한 오하라(O'Hara)는 "소비자의 접시에 놓을 준비가 된 두 채소의 비타민 함량 측면에서 볼 때, 냉동 보관, 통조림 가공 또는 유리병 가공 등 보존 방법에 따른 뚜렷한 장점은 없는 것으로 보였다"고 말했다.[17]
- 비타민 B1 (티아민): 25%의 비타민 손실이 일반적이다. 티아민은 물에 쉽게 용해되며 열에 의해 파괴된다.[18]
- 비타민 B2 (리보플라빈): 냉동이 리보플라빈 수치에 어떻게 영향을 미치는지에 대한 연구는 많이 이루어지지 않았다. 수행된 연구들은 결론이 나지 않았다. 한 연구에서는 녹색 채소에서 18%의 비타민 손실을 발견한 반면, 다른 연구에서는 4%의 손실을 발견했다.[19] 리보플라빈 손실은 냉동 과정 자체보다는 냉동 준비와 관련이 있다는 것이 일반적으로 받아들여진다.
- 비타민 A (카로틴): 대부분의 채소를 냉동 준비 및 냉동하는 동안 카로틴 손실은 거의 없다. 비타민 손실의 대부분은 장기간 보관하는 동안 발생한다.[20]

## 효과

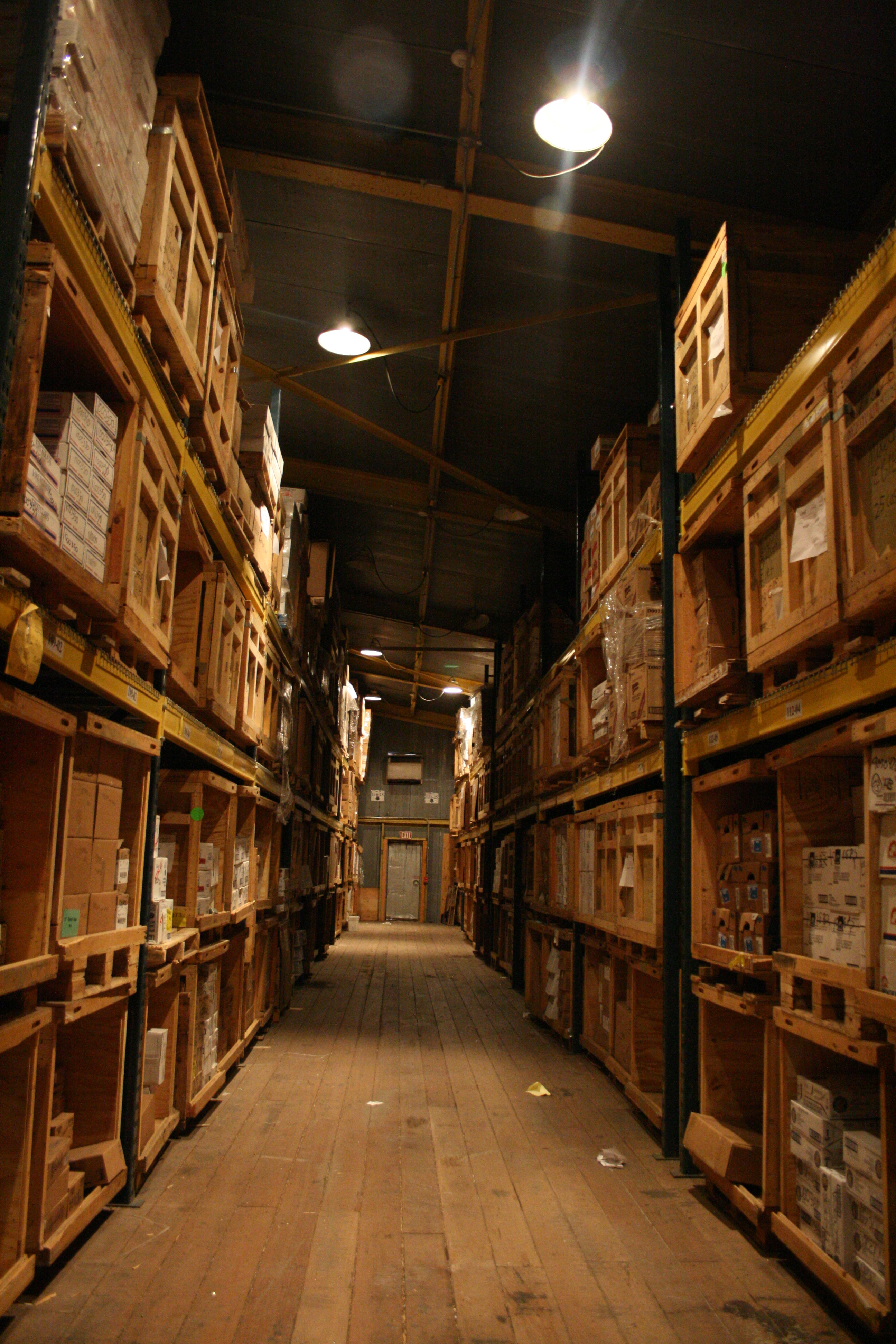
남극 맥머도 기지의 냉동 식품 창고

냉동은 식품 보존의 효과적인 형태인데, 식품 부패를 일으키는 병원체는 낮은 온도에서 사멸되거나 매우 빠르게 성장하지 않기 때문이다. 이 과정은 끓이기와 같은 열 기술보다 식품 보존에 덜 효과적인데, 병원체는 뜨거운 온도보다 차가운 온도에서 생존할 가능성이 더 높기 때문이다. 냉동을 식품 보존 방법으로 사용하는 것과 관련된 문제 중 하나는 이 과정으로 인해 비활성화되었던(하지만 사멸되지는 않은) 병원체가 냉동 식품이 해동될 때 다시 활성화될 위험이 있다는 것이다.
식품은 냉동 보관으로 몇 달 동안 보존할 수 있다. 장기 냉동 보관에는 −18 °C (0 °F) 이하의 일정한 온도가 필요하다.

## 해동
사용하려면 이전에 냉동된 많은 조리된 식품은 섭취하기 전에 해동해야 한다. 가급적 일부 냉동 고기는 최상의 결과를 얻기 위해 조리 전에 해동해야 한다. 즉, 고르게 익고 좋은 질감을 유지해야 한다.
냉동고의 해동 시스템은 두꺼운 얼음 층이 생기지 않도록 하여 장비가 제대로 작동하도록 돕고, 증발기 코일이 열을 흡수하고 캐비닛을 냉각하는 것을 방지한다.
이상적으로는 대부분의 냉동 식품은 병원체의 상당한 성장을 피하기 위해 냉장고에서 해동해야 한다. 그러나 이것은 상당한 시간이 걸릴 수 있다.
음식은 종종 여러 가지 방법 중 하나로 해동된다.
- 실온에서; 이것은 바깥쪽은 해동되지만 안쪽은 얼어 있을 수 있어 위험하다[23]
- 냉장고에서[23][24]
- 전자레인지에서[23]
- 비닐에 싸서 찬물에 넣거나[23] 찬물에 흐르는 물에 담그기

사람들은 시간 제약이나 무지로 인해 냉동 식품을 때때로 실온에서 해동한다. 이러한 식품은 조리 후 즉시 섭취하거나 버려야 하며, 재냉동하거나 냉장 보관해서는 안 된다. 왜냐하면 재냉동 과정으로 인해 병원균이 사멸되지 않기 때문이다.

## 품질
냉동 속도는 식품 제품의 세포 내 및 세포 외 공간 내에서 형성되는 얼음 결정의 크기와 수에 직접적인 영향을 미친다. 느린 냉동은 더 적지만 더 큰 얼음 결정을 형성하는 반면, 빠른 냉동은 더 작지만 더 많은 얼음 결정을 형성한다. 이러한 얼음 결정 크기의 차이는 액체 매질에 존재하는 효소와 용질이 얼음 결정 형성 사이에 농축될 때 발생하는 동결 농축 과정을 통해 냉동 보관 중 잔류 효소 활성 정도에 영향을 미칠 수 있다. 큰 얼음 결정 형성을 통해 매개되는 동결 농축 수준 증가는 효소적 갈변을 촉진할 수 있다.
큰 얼음 결정은 식품 세포의 벽을 뚫을 수 있으며, 이는 제품의 질감을 저하시키고 해동 시 천연 주스 손실을 초래한다. 따라서 환기 기계 냉동, 비환기 기계 냉동 또는 액체 질소를 이용한 극저온 냉동으로 얼린 식품 제품 간에 질적인 차이가 관찰될 것이다.

## 반응
2007년 연구에 따르면 미국인은 평균적으로 1년에 71회 냉동 식품을 섭취하며, 대부분은 미리 조리된 냉동 식사이다.

## 같이 보기
- 빙과
- 냉동식품 브랜드 목록
  - 냉동 디저트 브랜드 목록
  - 아이스크림 브랜드 목록
- 냉장고
- 보일 인 백
- 저온 유통
- 급속 냉동

## 내용주
1. ↑  Tressler, Evers. The Freezing Preservation of Foods pp. 213-217
2. ↑  Sun, Da-Wen (2001). Advances in food refrigeration. Leatherhead Food Research Association Publishing. p.318. (Cryogenic refrigeration)
3. ↑  Smithers, Rebecca (2012년 2월 10일). “Sainsbury's changes food freezing advice in bid to cut food waste”. 《가디언》. 2012년 2월 10일에 확인함. Long-standing advice to consumers to freeze food on the day of purchase is to be changed by a leading supermarket chain, as part of a national initiative to further reduce food waste. [...] instead advise customers to freeze food as soon as possible up to the product's 'use by' date. The initiative is backed by the government's waste advisory body, the Waste and Resources Action Programme (Wrap) [...] Bob Martin, food safety expert at the Food Standards Agency, said: "Freezing after the day of purchase shouldn't pose a food safety risk as long as food has been stored in accordance with any instructions provided. [...]"
4. ↑  Arsdel, Michael, Robert. Quality and Stability of Frozen Foods: Time-Temperature Tolerance and its Significance. pp. 67-69
5. ↑  “Frozen Foods”. Massachusetts Institute of Technology. 2022년 1월 28일.
6. ↑  “Origin of Birds Eye Frozen Vegetables and Meals”. 《Birds Eye》. 2024년 7월 29일에 확인함.
7. ↑  Hraðfrystihúsið - Gunnvör hf. (2012년 1월 10일), 《Öld frá stofnun Íshúsfélags Ísfirðinga hf.》 (아이슬란드어), 2018년 10월 9일에 원본 문서에서 보존된 문서, 2017년 5월 31일에 확인함
8. 1 2 3  “Freezing of fruits and vegetables”. 《www.fao.org》. 2020년 4월 6일에 확인함.
9. ↑  p.157-170, Institute for Applied Biology, Springer-Verlag
10. ↑  Decareau, Robert. Microwave Foods: New Product Development. pp. 45-48
11. ↑  Whelan, Stare. Panic in the Pantry: Facts and Fallacies About the Food You Buy
12. ↑  Russell, Gould. Food Preservatves. pp. 314
13. ↑  Sun, Da-Wen. Handbook of Frozen Food Processing and Packaging. pp. 786-792
14. ↑  “Frozen Foods: Convenient and Nutritious”. 《www.eatright.org》 (영어).
15. ↑  Tressler, Evers. The Freezing Preservation of Foods. pp. 620-624
16. ↑  Tressler, Evers. The Freezing Preservation of Foods. pp. 961-964
17. ↑  Tressler, Evers. The Freezing Preservation of Foods. p. 627
18. ↑  Gould, Grahame. New Methods of Food Preservation. pp. 237-239
19. ↑  Tressler, Evers. pp. 973-976
20. ↑  Tressler, Evers. The Freezing Preservation of Foods. pp. 976-978
21. ↑  Mathlouthi, M. Food Packaging and Preservation. pp. 112-115
22. ↑  Tressler, Evers, Evers. Into the Freezer - and Out. pp. 56-82
23. 1 2 3 4  “Consumer Resources - NSF International”. 《www.nsf.org》.[깨진 링크(과거 내용 찾기)]
24. ↑  “Refrigerator User Instructions”. 《www.fridgemanuals.com》 (영어).
25. ↑  Samsel K, Meghani A. The Effects of Commercial Freezing on Vitamin Concentrations in Spinach (Spinacia oleracea). J Undergrad Life Sci. 2021 Jul.23
26. ↑  van der Sman, R.G.M. Impact of Processing Factors on Quality of Frozen Vegetables and Fruits. Food Eng Rev 12, 399–420 (2020)
27. ↑  W.F.Stoecker,Industrial Refrigeration Handbook, 2000, Chapter 17 Refrigeration and freezing of foods, 17.10 The freezing process
28. ↑  《Food analysis laboratory manual》. Nielsen, S. Suzanne. 2판. New York: Springer. 2010. ISBN 978-1-4419-1463-7. OCLC 663096771.
29. ↑  Harris, J. Michael and Rimma Shipstova, 《Consumer Demand for Convenience Foods: Demographics and Expenditures》 (PDF), AgEcon, 26쪽, 2011년 7월 16일에 확인함